# Gjon Renësi
Gjon Renësi (ur. 1567 w Zarze, zm. 1624) – wenecki najemnik (stradiota) i szpieg narodowości albańskiej. Brał udział w organizacji sieci szpiegowskich w Imperium Osmańskim na rzecz katolickich państw Europy Zachodniej, uczestniczył także w kilku planach masowych buntów przeciwko Imperium Osmańskiego.

## Życiorys
Pochodził z albańskiej rodziny katolickiej z Lezhy, która osiedliła się w należącej do Republiki Weneckiej Zarze , jego ojciec i brat służyli jako dowódcy armii weneckiej.
Służył jako stradiota do 1607 roku, kiedy to został wygnany z Republiki Weneckiej za morderstwo. Na wygnaniu regularnie informował Wenecjan o swoich przyszłych działaniach, licząc, że będzie mógł wrócić do kraju.
Na początku 1607 roku przebywał w Turynie, gdzie spotkał się z księciem Sabaudii Karolem Emanuelem I Wielkim; zaproponował mu wzięcie udziału w antyosmańskim buncie, który miał być także wsparty przez wojewodę Grdana oraz patriarchę Serbii Jana II. Latem 1608 roku wraz z wysłannikami sabaudzkiego księcia przybył do Dalmacji oraz poinformował Grdana o decyzji władcy w związku z planowanym wcześniej buntem; Karol Emanuel zapewniał o udzieleniu poparcia na początku 1609 roku, do czego jednak nie doszło.
Brak wsparcia ze strony sabaudzkiego władcy zmusił Renësiego do poszukiwania wsparcia u księcia Mantui Ferdynanda I Gonzagi. Przybył do Mantui pod koniec 1609 roku w towarzystwie holenderskiego kupca i dwóch szlachciców z Raguzy. Przedstawili władcy plan antyosmańskiego buntu oraz poinformowali go, że udziałem w potencjalnym buncie jest zainteresowany także stadhouder Niderlandów Maurycy Orański. Rozmowy z Ferdynandem trwały do śmierci władcy w dniu 9 lutego 1912 roku, w związku z czym nie doszły do skutku. W tym samym roku Renësi udał się do Księstwa Mediolanu w celu zaproponowania gubernatorowi Juanowi de Mendozie udzielenia wsparcia przy powstaniu na terenie Albanii oraz Czarnogóry; w przypadku zwycięstwa Mendoza miał otrzymać władze nad dwoma najważniejszymi twierdzami w regionie. Gubernator zaproponował mu złożenie wizyty w Madrycie.
W 1614 roku odwiedził Parmę, gdzie zaproponował księciu Ranuccio I Farnese przejęcie przywództwa nad rebelią; władca udzielił mu wsparcia finansowego. W lipcu tegoż roku podczas konwencji w Kuçi poinformował zebranych o poparciu buntu ze strony władcy Parmy, a ci uznali jego zwierzchnictwo.
W sierpniu 1615 roku uczestniczył w spotkaniu pretendenta do tronu osmańskiego Şehzade Yahyi oraz księcia Nevers, które miało miejsce w Paryżu. Od pretendenta Renësi otrzymał upoważnienie do negocjowania w jego imieniu, natomiast książę zezwolił mu na swobodne podróżowanie po całej Francji. W Paryżu przebywał do kwietnia 1616, następnie udał się do Włoch w celu spotkania z wielkim księciem Toskanii Kosmą II Medyceuszem oraz księciem Mantui Ferdynandem I Gonzagą.
Na prośbę Ranuccio I Farnese Renësi udał się w 1617 roku do Madrytu w celu podjęcia dalszych negocjacji, które okazały się jednak bezskuteczne.